# Население Витебской области
Численность населения Витебской области составляет 1 171 523 человека (на 1 января 2019 года). По численности населения Витебская область занимает пятое место в Республике Беларусь после Минска, а также Минской, Гомельской и Брестской областей. В области расположено несколько крупных городов: Витебск (370 тыс. в 2018 году) является пятым по численности населения городом в Республике Беларусь, Орша (115 тыс.) занимает 11-е место, Новополоцк (102 тыс.) — 14-е, Полоцк (85 тыс.) — 17-е.

## Динамика
Численность населения области в современных границах
| год       | 1939   | 1950   | 1955   | 1960   | 1965   | 1970   | 1975   | 1980   | 1985   | 1990   |
| --------- | ------ | ------ | ------ | ------ | ------ | ------ | ------ | ------ | ------ | ------ |
| население | 1702,5 | 1256,2 | 1243,3 | 1289,9 | 1313,5 | 1368,8 | 1384,1 | 1386,1 | 1402,3 | 1415,7 |
| год       | 1995   | 1996   | 1997   | 1998   | 1999   | 2000   | 2001   | 2002   | 2003   | 2004   |
| население | 1426,3 | 1415,8 | 1404,3 | 1390,7 | 1377,2 | 1366,4 | 1354,6 | 1340   | 1323,3 | 1306,4 |
| год       | 2005   | 2006   | 2007   | 2008   | 2009   | 2010   | 2011   | 2012   | 2013   | 2014   |
| население | 1289,5 | 1273,8 | 1259,4 | 1247,3 | 1237,5 | 1229,4 | 1221,8 | 1214,1 | 1208   | 1202,1 |
| год       | 2015   | 2016   | 2017   | 2018   | 2019   | 2020   | 2021   |        |        |        |
| население | 1198,5 | 1193,5 | 1188   | 1180,2 | 1171,5 | 1135   | 1120,4 |        |        |        |

## Городское и сельское население
На 1 января 2018 года доля городского населения в области — 77,4%, сельского — 22,6%.
| год                 | 1939  | 1950  | 1955  | 1960  | 1965  | 1970  | 1975  | 1980  | 1985  | 1990  |
| ------------------- | ----- | ----- | ----- | ----- | ----- | ----- | ----- | ----- | ----- | ----- |
| городское население | 22%   | 21,5% | 27,7% | 33,1% | 39,3% | 45,4% | 52%   | 56,5% | 60,8% | 64,7% |
| год                 | 1995  | 1996  | 1997  | 1998  | 1999  | 2000  | 2001  | 2002  | 2003  | 2004  |
| городское население | 65,7% | 65,9% | 66,1% | 66,3% | 67%   | 67,4% | 68,2% | 68,7% | 69,3% | 69,9% |
| год                 | 2005  | 2006  | 2007  | 2008  | 2009  | 2010  | 2011  | 2012  | 2013  | 2014  |
| городское население | 70,3% | 70,7% | 71,3% | 71,8% | 72,4% | 73,1% | 73,9% | 74,8% | 75,3% | 75,9% |
| год                 | 2015  | 2016  | 2017  | 2018  | 2019  |       |       |       |       |       |
| городское население | 76,4% | 76,8% | 77,1% | 77,4% | н/д   |       |       |       |       |       |

## Рождаемость и смертность
В 2017 году в Витебской области родилось 11 408 детей и умерло 17 024 человека (естественная убыль — -5616 человек). Коэффициент рождаемости составил 9,6 на 1000 человек (среднее значение по Республике Беларусь — 10,8), смертности — 14,4 (среднее по стране — 12,6). В сельской местности коэффициент рождаемости незначительно выше, чем в городах и посёлках (9,9 против 9,6), а смертность вдвое выше (24,3 против 11,5). В городах и посёлках наблюдается незначительное снижение численности населения по естественным причинам (-1732 человека в 2017 году, -478 — в 2015 году). Самый высокий коэффициент рождаемости в 2017 году — в Шумилинском районе (11,9), самый низкий — в Новополоцке (8,7), а также в Бешенковичском и Городокском районах (по 8,9). Самый высокий коэффициент смертности — в Шарковщинском районе (23,5), самый низкий — в Витебске (10,2) и Новополоцке (10,3).
| Коэффициенты рождаемости по области, Витебску и БССР/Республике Беларусь:                       |
| Графики недоступны из-за технических проблем. См. информацию на Фабрикаторе и на mediawiki.org. |

| Коэффициенты смертности по области и Витебску:                                                  |
| Графики недоступны из-за технических проблем. См. информацию на Фабрикаторе и на mediawiki.org. |

## Национальный состав
| Народ         | Перепись 1939 | Перепись 1959 | Перепись 1970 | Перепись 1979 | Перепись 1989 | Перепись 1999 | Перепись 2009 | Перепись 2019 |
| ------------- | ------------- | ------------- | ------------- | ------------- | ------------- | ------------- | ------------- | ------------- |
| Белорусы      | 1 061 754     | 1 036 550     | 1 131 584     | 1 133 027     | 1 119 479     | 1 129 141     | 1 047 978     | 934 925       |
| Русские       | 101 041       | 118 816       | 167 656       | 187 016       | 213 911       | 187 872       | 124 958       | 138 075       |
| Украинцы      | 15 658        | 11 636        | 19 819        | 23 757        | 26 148        | 21 926        | 14 557        | 17 993        |
| Поляки        | 11 515        | 83 800        | 24 876        | 17 308        | 25 266        | 21 003        | 11 141        | 9 806         |
| Евреи         | 77 173        | 18 987        | 17 343        | 15 080        | 12 702        | 4 633         | 2 127         | 1 561         |
| Цыгане        | 709           | …             | 1 100         | 1 274         | 1 716         | 1 598         | 1 186         | 1 231         |
| Татары        | 1 221         | 1 248         | 1 544         | 1 413         | 1 538         | 1 260         | 822           | 1 033         |
| Литовцы       | 1 863         | …             | 1 138         | 1 027         | 1 079         | 917           | 624           | 944           |
| Армяне        | 411           | …             | 335           | 342           | 571           | 1 431         | 1 149         | 940           |
| Азербайджанцы | 152           | …             | 203           | 259           | 726           | 834           | 646           | 599           |
| Латыши        | 4 522         | …             | 909           | 788           | 759           | 755           | 499           | 388           |
| Молдаване     | 76            | …             | 232           | 409           | 720           | 649           | 522           | 306           |
| Немцы         | 882           | …             | 232           | 353           | 476           | 639           | 268           | 291           |
| Грузины       | 375           | …             | 186           | 207           | 341           | 384           | 285           | 235           |
| Чуваши        | 347           | …             | 359           | 405           | 531           | 396           | 221           | 113           |
| Всего         | 1 281 238     | 1 276 113     | 1 370 006     | 1 385 372     | 1 409 909     | 1 377 161     | 1 230 821     | 1 135 731     |

Расселение этнических групп в Витебской области по переписи 2009 года:

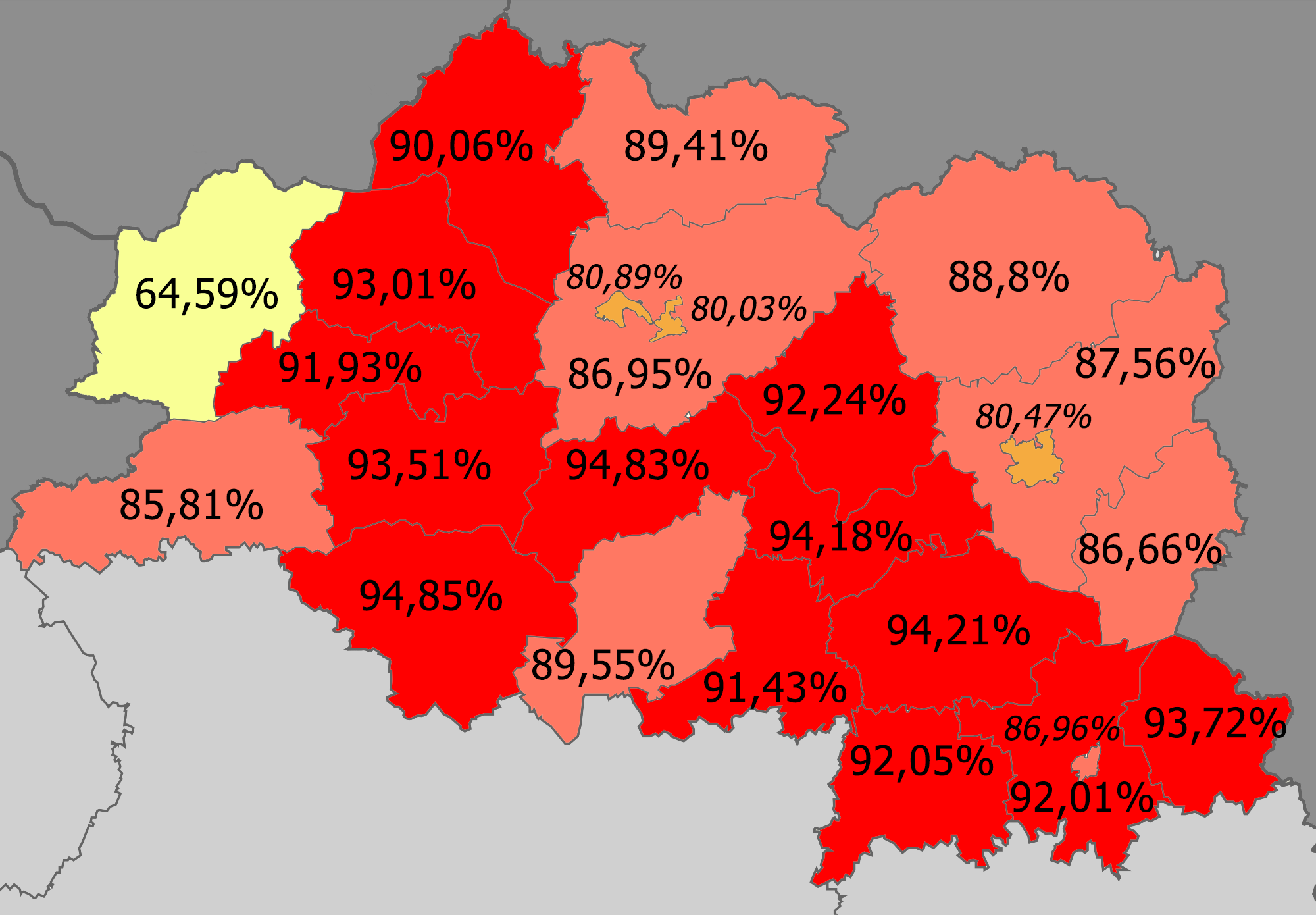
Доля белорусов по районам >90% 85—90% 80–85% <80% (64,59%)
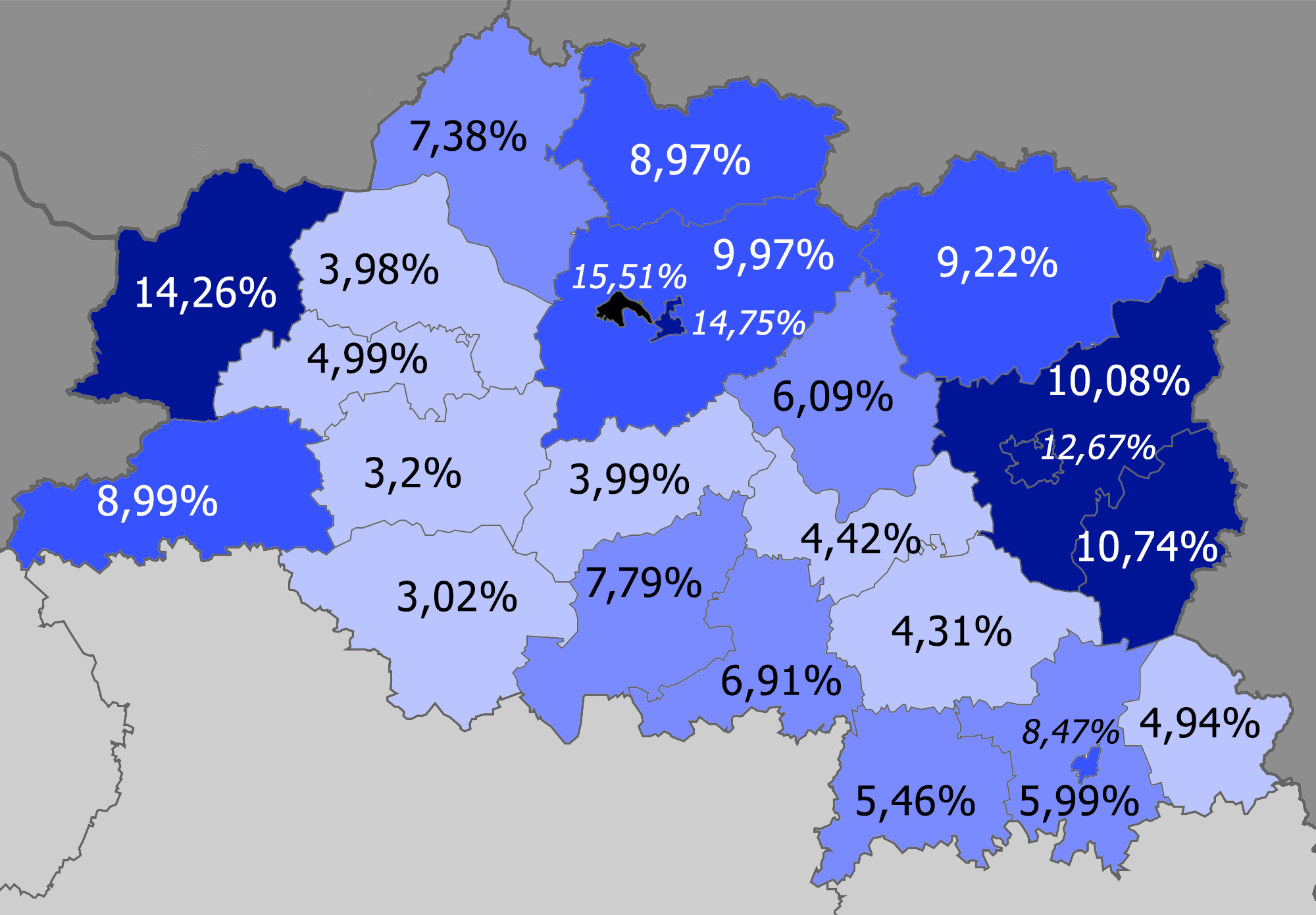
Доля русских по районам >15% (15,51%) 10–15% 8–10% 5–8% <5%
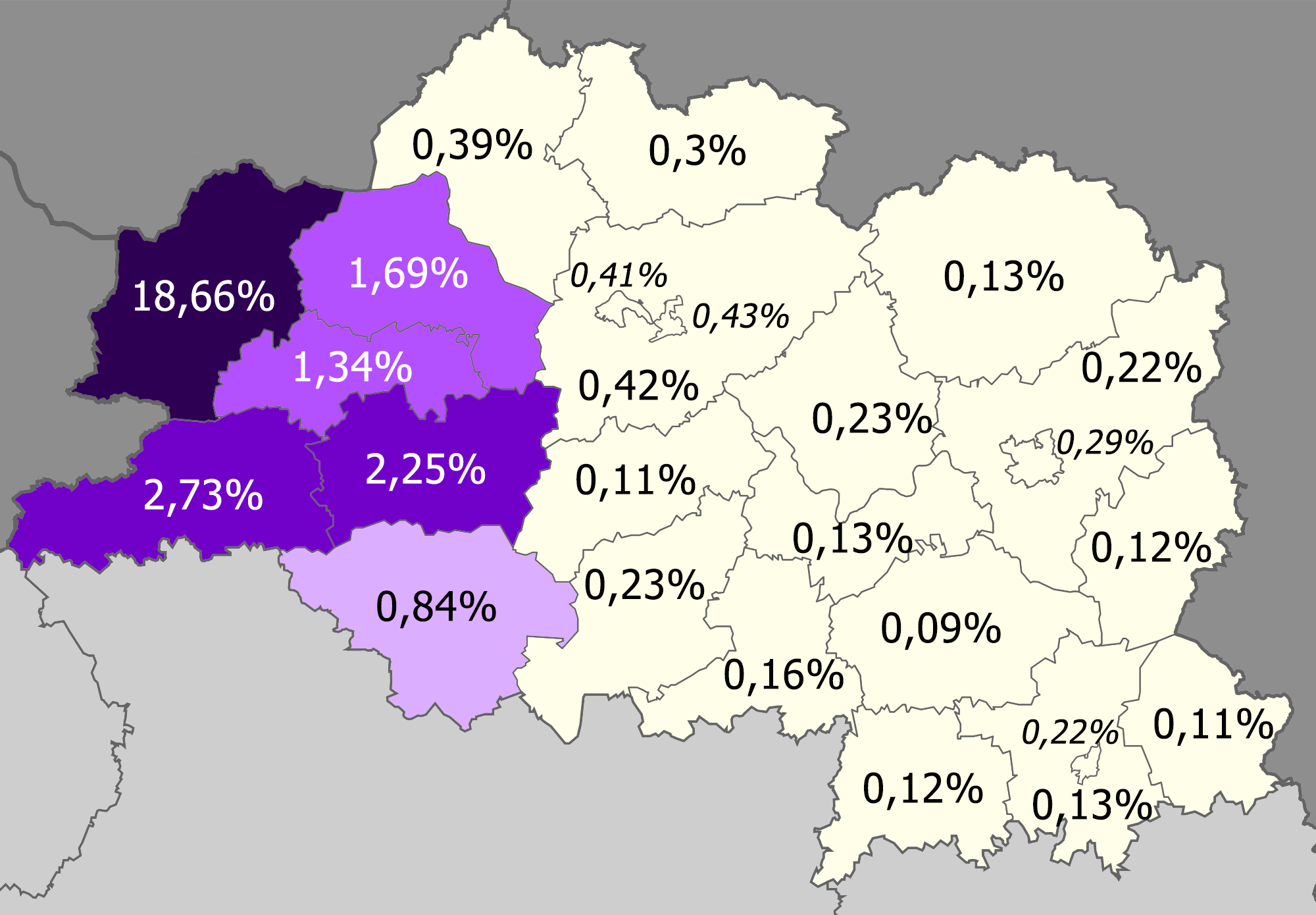
Доля поляков по районам >5% (18,66%) 2–5% 1–2% 0,5–1% <0,5%

## Языковой состав

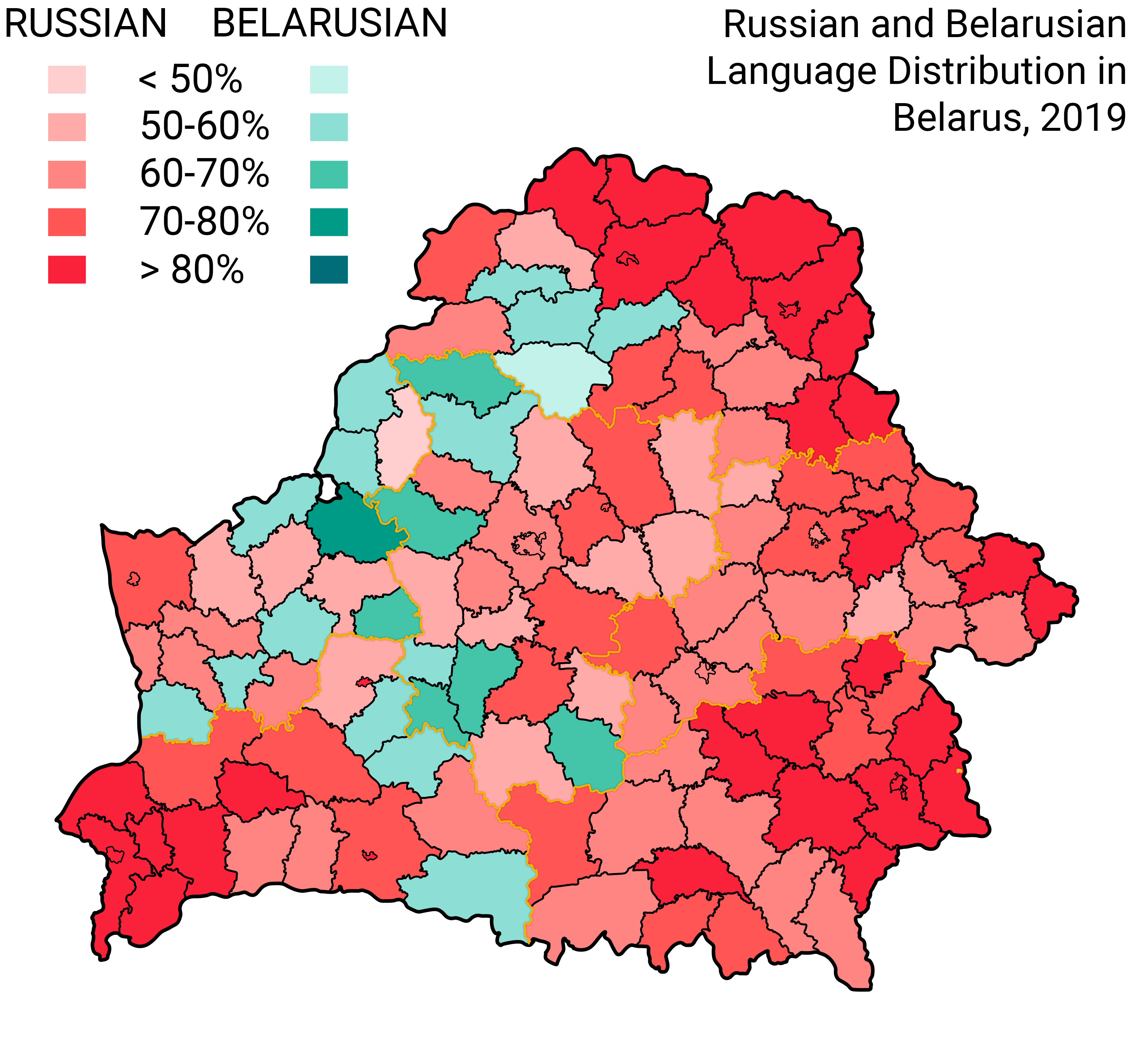
Языки домашнего общения в Беларуси по данным переписи 2019 года. Из 21 района Витебской области преимущественно белорусскоязычными являлись 4, тогда как преимущественно русскоязычными — 17. Русский язык также преобладал в городах Витебск и Новополоцк.

Родной язык населения Витебской области по данным переписей населения:
| Родной язык | 1999    | 1999    | 2009     | 2009     | 2019     | 2019     |
| Родной язык | человек | доля    | человек  | доля     | человек  | доля     |
| ----------- | ------- | ------- | -------- | -------- | -------- | -------- |
| Белорусский | 978 158 | 71,03 % | 646 788▼ | 52,55 %▼ | 514 029▼ | 45,26 %▼ |
| Русский     | 378 903 | 27,51 % | 543 659▲ | 44,17 %▲ | 585 644▲ | 51,57 %▲ |

Украинский язык является третьим по распространённости родным языком в регионе: по данным переписи 2009 года его таковым назвали 4 138 человек или 0,34 % населения Витебской области, по данным переписи 2019 года — 4 444 человека или 0,39 % населения Витебской области.
Между переписями 2009 и 2019 года доля сельского населения Витебской области, считающего белорусский язык родным, сократилась на 15,3 % (с 76,3 % до 61,0 %), считающих таковым русский — возросла на 14,7 % (с 22,2 % до 36,9 %). Доля городского населения Витебской области, считающего белорусский язык родным, сократилась на 3,1 % (с 43,7 % до 40,6 %), считающих таковым русский — возросла на 3,6 % (с 52,3 % до 55,9 %).
Язык домашнего общения населения Витебской области по данным переписей населения:
| Язык домашнего общения | 1999    | 1999    | 2009     | 2009     | 2019     | 2019     |
| Язык домашнего общения | человек | доля    | человек  | доля     | человек  | доля     |
| ---------------------- | ------- | ------- | -------- | -------- | -------- | -------- |
| Белорусский            | 437 208 | 31,75 % | 276 152▼ | 22,44 %▼ | 142 820▼ | 12,58 %▼ |
| Русский                | 935 240 | 67,91 % | 900 820▼ | 73,19 %▲ | 965 571▲ | 85,02 %▲ |

Между переписями 2009 и 2019 года доля сельского населения Витебской области, указавшего белорусский языком домашнего общения, сократилась на 21,1 % (с 53,8 % до 32,7 %), указавших таковым русский — возросла на 23,1 % (с 42,9 % до 66,0 %). Доля городского населения Витебской области, указавшего белорусский языком домашнего общения, сократилась на 4,2 % (с 10,8 % до 6,6 %), указавших таковым русский — возросла на 6,2 % (с 84,4 % до 90,6 %).
Согласно официальным данным, 67,0 % имеющих право голоса жителей Витебской области приняли участие в голосовании на референдуме 1995 года, из них 87,4 % поддержали придание русскому языку равного с белорусским статуса государственного языка.
Из-за проведения властями Беларуси политики русификации системы образования, в Витебской области, как и в стране в целом, наблюдается сокращение доли учеников, получающих общее среднее образование на белорусском языке. Динамика соотношения языков преподавания в дневных учреждениях общего среднего образования в Витебской области по данным Национального статистического комитета Республики Беларусь:
| Язык преподавания | Учебный год | Учебный год | Учебный год | Учебный год | Учебный год | Учебный год | Учебный год | Учебный год | Учебный год |
| Язык преподавания | 2010/11     | 2011/12     | 2012/13     | 2017/18     | 2018/19     | 2020/21     | 2021/22     | 2022/23     | 2023/24     |
| ----------------- | ----------- | ----------- | ----------- | ----------- | ----------- | ----------- | ----------- | ----------- | ----------- |
| Белорусский       | 18,6 %      | 16,8 %      | 14,9 %      | 9,6 %       | 7,6 %       | 6,50 %      | 5,82 %      | 5,29 %      | 4,85 %      |
| Русский           | 81,4 %      | 83,2 %      | 85,1 %      | 90,4 %      | 92,4 %      | 93,50 %     | 94,18 %     | 94,71 %     | 95,15 %     |

По данным Национального статистического комитета Республики Беларусь в 2024/25 году из 115 005 учащихся в дневных учреждениях общего среднего образования в Витебской области 5 366 (4,67 %) обучались на белорусском языке, в то время как 109 639 (95,33 %) — на русском. Витебская область имела наименьший среди областей Беларуси процент школьников с белорусским языком обучения.

## Женщины и мужчины
На 1 января 2018 года в области проживало 633,9 тыс. женщин (53,7%) и 546,3 тыс. мужчин (46,3%). На 1000 мужчин приходилось 1160 женщин. Доля женщин в общей численности населения выше, чем в среднем по Республике Беларусь (53,4%, или 1147 женщин на 1000 мужчин). В городах и городских посёлках области процент женщин (54,4%, или 1193 к 1000) выше, чем в сельской местности (51,3%, или 1054 к 1000).

## Население по основным возрастным группам
На 1 января 2018 года в области проживало 189 808 человек в возрасте моложе трудоспособного (16,1%, среднее значение по стране — 17,7%), 668 515 человек в трудоспособном возрасте (56,6%, среднее по стране — 57,2%), 321 879 человек в возрасте старше трудоспособного (27,3%, среднее по стране — 25,1%).
| Численность населения по полу и возрасту (на 1 января 2018 года):                               |
| Графики недоступны из-за технических проблем. См. информацию на Фабрикаторе и на mediawiki.org. |

## Браки и разводы
В 2017 году в области было заключено 7582 брака и 3983 развода. В пересчёте на 1000 человек число браков в области составило 6,4, разводов — 3,4 (средние показатели по республике — 7 и 3,4 соответственно).

## Миграции
По данным Национального статистического комитета Республики Беларусь, в 2017 году в Витебской области изменили район проживания 32 185 человек (29 905 внутри страны, международная миграция составила 2280 человек). Миграционная убыль составила -2165 человек (-63 — международная, -2102 — межобластная). Чаще всего из Витебской области переезжали в Минск (5227 человек в 2017 году), а также Минскую и Могилёвскую области (2021 и 1630 человек); в остальные области переехало 600—680 человек. Больше всего людей прибыло также из Минска (3858 человек), а также Могилёвской и Минской области (1731 и 1355 человек); из остальных областей приехало от 438 до 745 человек.
В 2017 году чаще всего люди уезжали из Новополоцка и Орши (с Оршанским районом). Миграция населения по районам и городам областного подчинения в 2017 году:
| Район          | Прибыло | Выбыло | Сальдо |
| -------------- | ------- | ------ | ------ |
| Витебск        | 8796    | 8139   | +657   |
| Новополоцк     | 2414    | 2936   | -522   |
| Бешенковичский | 498     | 564    | -66    |
| Браславский    | 897     | 1082   | -185   |
| Верхнедвинский | 697     | 766    | -69    |
| Витебский      | 1249    | 1175   | +74    |
| Глубокский     | 1188    | 1223   | -35    |
| Городокский    | 907     | 769    | +138   |
| Докшицкий      | 843     | 916    | -73    |
| Дубровенский   | 359     | 389    | -30    |
| Лепельский     | 1266    | 1296   | -30    |
| Лиозненский    | 359     | 497    | -138   |
| Миорский       | 682     | 831    | -149   |
| Оршанский      | 4017    | 4442   | -425   |
| Полоцкий       | 3053    | 3313   | -260   |
| Поставский     | 1230    | 1249   | -19    |
| Россонский     | 244     | 312    | -68    |
| Сенненский     | 534     | 732    | -198   |
| Толочинский    | 615     | 766    | -151   |
| Ушачский       | 496     | 556    | -60    |
| Чашникский     | 834     | 1081   | -247   |
| Шарковщинский  | 391     | 520    | -129   |
| Шумилинский    | 616     | 796    | -180   |